# دیانا دامرو
دیانا دامراو (به آلمانی: Diana Damrau) (زاده ۳۱ مهٔ ۱۹۷۱) خواننده اپرای سوپرانوی کولوراتور آلمانی است.
وی یکی از موفق ترین خوانندگان سوپرانوی اپرا جهان است که یکی از معروف ترین نقش های او نقش ملکه شب در اپرای فلوت سحر آمیز ساخته ولفگانگ آمادئوس موتزارت است